# Mar del Coral
El mar del Coral se encuentra situado en el oeste del océano Pacífico, frente a la costa nororiental de Australia. En el mismo se encuentra una serie de islas deshabitadas que llevan el nombre de Islas del Mar del Coral, entre las que se encuentran los islotes de Willis, Coringa y Tregosse. El mar del Coral toma el nombre de su rasgo más característico, la Gran Barrera de Coral, que es el mayor arrecife coralino del mundo.
De acuerdo con la Organización Hidrográfica Internacional, se fija convencionalmente el límite entre el mar de Tasmania y el mar del Coral en la continuación de la frontera entre los estados australianos de Queensland y Nueva Gales del Sur.
El territorio es una posesión de Australia, administrada desde Canberra por el Departamento Australiano del Medio Ambiente (Australian Department of the Environment).

## Delimitación de la IHO
La máxima autoridad internacional en materia de delimitación de mares, la Organización Hidrográfica Internacional («International Hydrographic Organization, IHO), considera el mar del Coral como un mar. En su publicación de referencia mundial, «Limits of oceans and seas» (Límites de océanos y mares, 3.ª edición de 1953), le asigna el número de identificación 64 y lo define de la forma siguiente:

En el Norte.
La costa sur de Nueva Guinea, desde la entrada del río Bensbak (141º01'E) hasta isla Gado-Gadoa, cerca de su extremo sureste (10°38'S, 150º34'E), abajo por este meridiano hasta la línea de 100 brazas y desde allí a lo largo del borde austral del coral Uluma (Suckling) y extendiéndose hacia el Este hasta la punta sudeste del coral Lawik (11°43,5'S, 153°56,5'E) fuera de la isla Tagula, desde allí una línea hasta el extremo sur de isla Rennell y desde su punta oriental a cabo Surville, el extremo oriental de la isla San Cristóbal, Islas Salomón; y desde allí a través de Nupani, al noroeste de las islas Santa Cruz (10°04'S, 165°40,5'E) a la más septentrional de las islas del grupo Duff o Wilson (9º48,5'S, 167º06'E).
En el Nordeste.
Desde la isla más septentrional del  grupo Duff o Wilson a través de estas islas a su extremo sureste, y desde allí una línea a Mera Lava, islas Nuevas Hébridas (14°25'S, 168°03'E) y bajando las costas orientales de las islas de este grupo hasta isla Aneityum (20°11'S, 169°51'E) de tal manera que todas las islas de estos grupos, y el estrecho que las separa se incluyan en el mar del Coral.
En el Sureste.
Una línea trazada desde el extremo sureste de la isla Aneityum a los islotes Sudeste (Nokanhui) (22°46'S, 167°34'E) fuera del extremo sureste de Nueva Caledonia, y desde allí a través de la punta oriental del arrecife Middleton al extremo oriental del arrecife Elizabeth (29°55'S, 159º02'E) y por este meridiano hasta la latitud 30º Sur.
En el Sur.
El paralelo 30° Sur hasta la costa australiana.
En el Oeste.
El límite oriental del mar de Arafura (48 h) y la costa este de Australia del Sur hasta la latitud 30° Sur.
Limits of oceans and seas, pág. 37.

## Geología
La cuenca del mar del Coral se formó hace entre 58 y 48 millones de años, cuando la plataforma continental de Queensland se elevó, formando la Gran Cordillera Divisoria, y los bloques continentales se hundieron al mismo tiempo. El mar ha sido una importante fuente de coral para la Gran Barrera de Coral, tanto durante su formación como después del ascenso del nivel del mar.
Los procesos de formación geológica siguen su curso, como demuestra en parte la actividad sísmica. En el periodo 1866-2000 se registraron varios centenares de terremotos con una magnitud de entre 2 y 6 a lo largo de la costa de Queensland y en el Mar del Coral. El 2 de abril de 2007, las Islas Salomón sufrieron un gran terremoto seguido de un tsunami de varios metros de altura. El epicentro de este sísmo de magnitud 8,1 se situó a 349 km (216,9 mi) al noroeste de Honiara, a una profundidad de 10 kilómetros (6,2 mi). Le siguieron más de 44 réplicas de magnitud 5,0 o superior. El tsunami resultante mató al menos a 52 personas y destruyó más de 900 casas.
El mar recibió su nombre por sus numerosas formaciones coralinas. Entre ellas se encuentra la Gran Barrera de Coral, que se extiende unos 2000 km (1242,7 mi) a lo largo de la costa noreste de Australia e incluye aproximadamente 2.900 arrecifes individuales y 1000 islas. Las Islas Chesterfield y el Arrecife Lihou son los atolones más grandes del mar del Coral.

## Hidrología

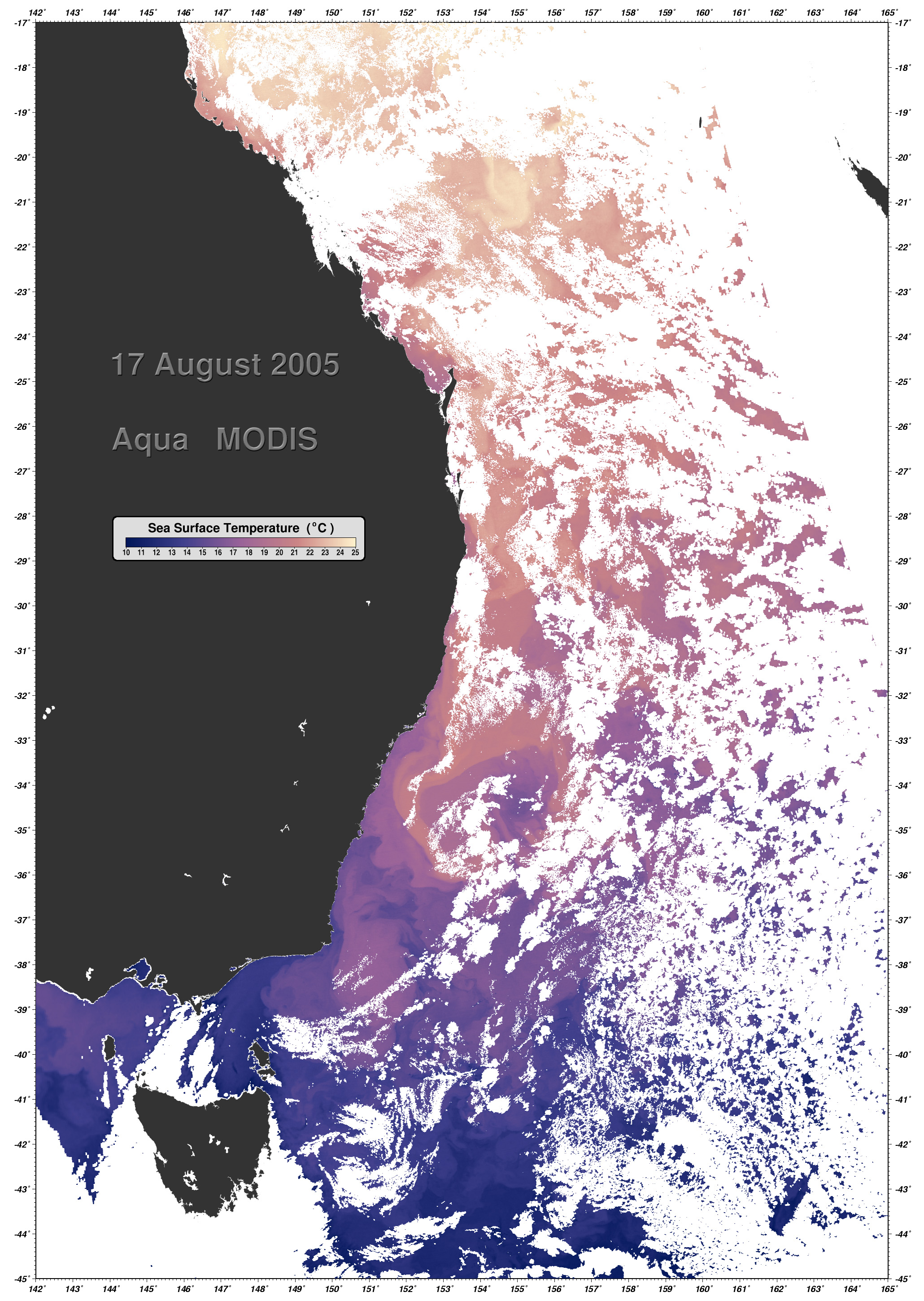
Perfil térmico de la corriente de Australia Oriental.

Las principales corrientes del Mar de Coral tienen un giro en sentido contrario a las agujas del reloj que incluye la Corriente de Australia Oriental. Trae aguas cálidas pobres en nutrientes desde el Mar del Coral por la costa este de Australia hasta las aguas frías del Mar de Tasmania. Esta corriente es la más fuerte de las costas australianas y transporta 30 millones de m3/s de agua en una banda de flujo de unos 100 kilómetros de ancho y 500 metros de profundidad. La corriente es más fuerte alrededor de febrero y más débil alrededor de agosto.
El principal río que desemboca en el mar es el río Burdekin, que tiene su delta al sureste de Townsville. Debido a las variaciones estacionales y anuales en la ocurrencia de ciclones y en la precipitación (típicamente entre 200 y 1600 mm/año), su descarga anual puede variar más de 10 veces entre dos años sucesivos. En particular, en el período 1920–1999, el caudal promedio cerca del delta estuvo por debajo de 1000 m3/s en 1923, 1931, 1939, 1969, 1982, 1985, 1987, 1993 y 1995; estuvo por encima de los 25.000 m3/s en 1927, 1940, 1946, 1950, 1951, 1959, 1968, 1972, 1974 y 1991, y alcanzó unos 40.000 m3/ s en 1946. Esta irregularidad da como resultado fluctuaciones de la composición del agua de mar cerca del delta del río.
La temperatura del agua superficial varía en el sur del mar de 19 °C en agosto a 24 °C en febrero. En el norte es bastante cálida y estable a 27-28 °С durante todo el año. La salinidad del agua es de 34,5-35,5‰ (partes por mil). El agua es en su mayoría muy clara, con una visibilidad de unos 30 metros cerca de los arrecifes.

## Flora
La costa australiana del Mar del Coral está compuesta principalmente de arena. La Gran Barrera de Coral está demasiado lejos para proporcionar depósitos de coral significativos, pero protege eficazmente la costa de las olas del océano. Como resultado, la mayor parte de la vegetación terrestre se extiende hacia el mar, y las aguas costeras son ricas en vegetación submarina, como las algas verdes. Los géneros de hierbas marinas más comunes son Halophila y Halodule.
Las islas de la Gran Barrera de Coral contienen más de 2.000 especies de plantas, y tres de ellas son endémicas. Las islas septentrionales tienen entre 300 y 350 especies de plantas que tienden a ser leñosas, mientras que las meridionales tienen 200 que son más herbáceas; la región de las Whitsunday es la más diversa, con 1.141 especies. Las plantas se propagan a través de las aves.

## Fauna

Corales en el Arrecife Flynn cerca de Cairns.

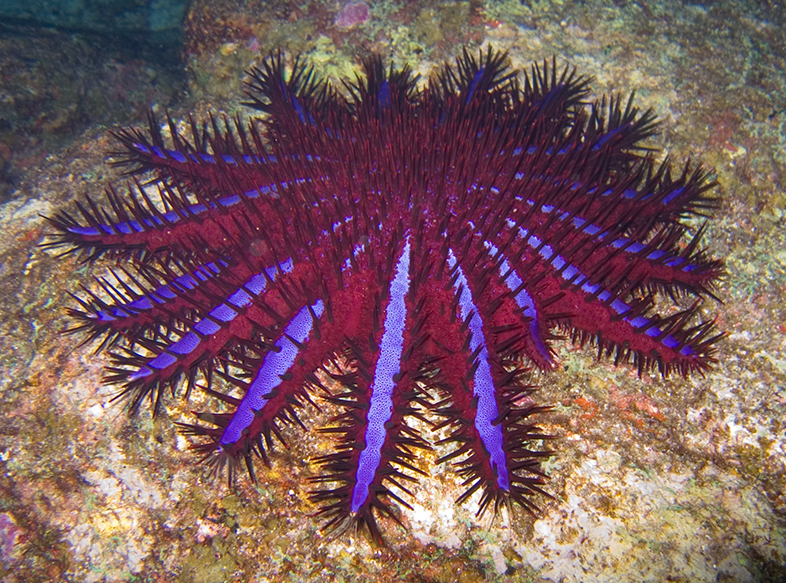
Estrella de mar corona de espinas.

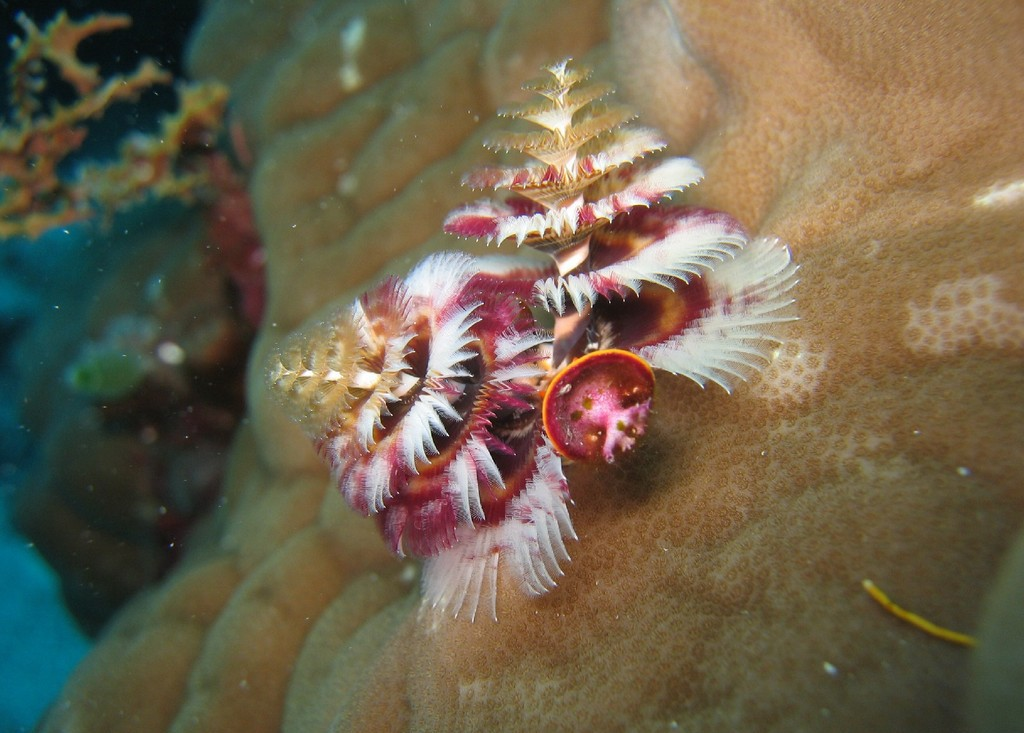
Gusano del árbol de Navidad (Spirobranchus giganteus) en coral Porites. Almirantazgo, Arrecife Osprey.

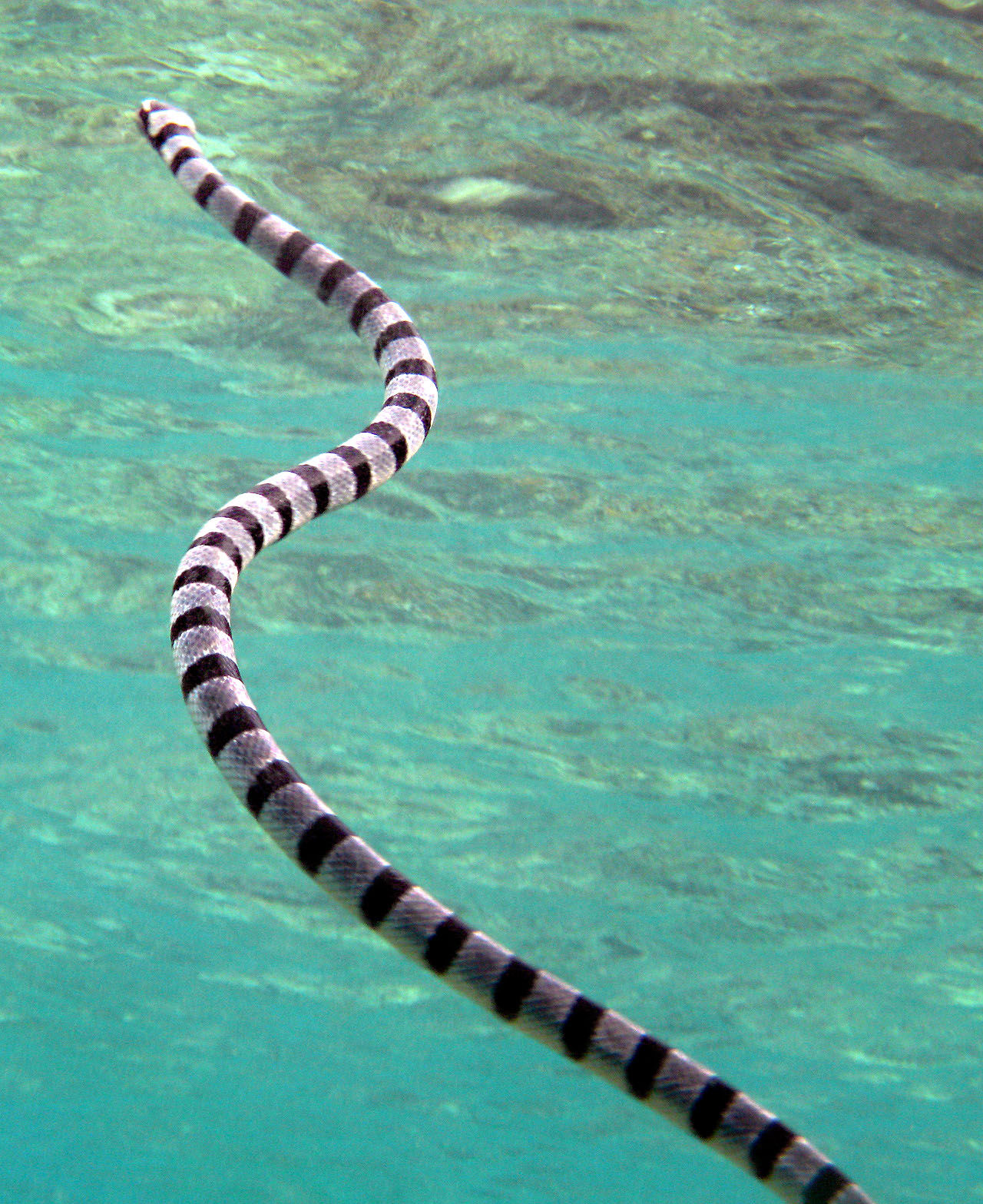
Un krait de mar anillado (Laticauda colubrina).

El mar alberga numerosas especies de anémonas, esponjas, gusanos (por ejemplo, el Spirobranchus giganteus que aparece en la fotografía), gastópodos, langostas, cangrejos de río, gambas y cangrejos. Las algas rojas Lithothamnion y Porolithon colorean de rojo púrpura muchos arrecifes de coral y el alga verde Halimeda' se encuentra en todo el mar. Las plantas costeras constan sólo de unas 30-40 especies, y los manglares se dan en la parte norte del mar. Cuatrocientas especies de coral, tanto coral duro como coral blando habitan los arrecifes. La mayoría de estas especies desovan gametos, reproduciéndose en desoves masivos desencadenados por el aumento de la temperatura del mar en primavera y verano, el ciclo lunar y el ciclo diurno. Los arrecifes del interior de la Gran Barrera de Coral desovan durante la semana posterior a la luna llena de octubre, mientras que los arrecifes exteriores lo hacen en noviembre y diciembre. Se encuentran 36 géneros de corales blandos comunes. Y hay más de 1500 especies de peces en los sistemas del arrecife. Quinientas especies de algas y hierbas marinas viven en el arrecife, incluidas trece especies del género Halimeda, la cual deposita formaciones calcáreas de hasta 100 metros (109,4 yd) de diámetro, creaando pequeños ecosistemas en su superficie los cuales han sido comparados con los de las cubiertas de los bosques húmedos.
El mayor depredador de los arrecifes es la estrella de mar corona de espinas (Acanthaster planci), ya que depreda los pólipos de coral subiéndose a ellos y extrudando su estómago sobre ellos, y liberando enzimas digestivas para absorber el tejido transformado en líquido. Un individuo adulto puede comer hasta 6 m2 de arrecife al año. En 2000, un brote de estrellas de mar corona de espinas contribuyó a una pérdida del 66% de la cobertura de coral vivo en los arrecifes muestreados. Los cambios en la calidad del agua y la sobrepesca de depredadores naturales, como el tritón gigante, pueden haber contribuido al aumento del número de estrellas de mar corona de espinas.
Existen al menos 30 especies de ballenas, delfines y marsopas, entre ellas el rorcual enano, el delfín jorobado del Indopacífico, la ballena jorobada y los dugongos. Seis especies de tortuga marina se reproducen en la GBR: la tortuga verde, la tortuga laúd, la tortuga carey, la tortuga boba, la tortuga plana y la tortuga golfina.
Más de 200 especies de aves (incluyendo 22 especies de aves marinas y 32 especies de aves costeras) visitan, anidan o se posan en las islas y arrecifes, incluyendo el águila marina de vientre blanco o pigargo oriental y el charrán rosado. La mayoría de los sitios de anidación se encuentran en las islas de las regiones norte y sur de la GBR, con 1,4-1. 7 millones de aves utilizan estos lugares para reproducirse.
Diecisiete especies de serpiente de mar, incluida Laticauda colubrina' (en la foto), viven en la GBR en aguas cálidas de hasta 50 metros (164 pies) de profundidad y son más comunes en la sección sur que en la norte; ninguna de ellas es endémica ni está en peligro de extinción. El veneno de muchas de estas serpientes es muy tóxico; por ejemplo, Aipysurus duboisii está considerada la serpiente marina más venenosa del mundo.
Existen más de 1.500 especies de peces, entre los que se incluyen el pez payaso (Amphiprioninae), el róbalo rojo (Lutjanus bohar) emperador de garganta roja (Lethrinus miniatus), trucha de coral (Plectropomus leopardus) y varias especies de pargo (Lutjanidae). Cuarenta y nueve especies desovan en masa y otras ochenta y cuatro especies desovan en otros lugares de su área de distribución. Con una longitud total máxima de 0,84 cm (0,33 pulgadas), Schindleria brevipinguis, que es nativa de la Gran Barrera de Coral y del Arrecife Osprey, es uno de los peces y vertebrados más pequeños conocidos. Existen al menos 330 especies de ascidiácios en el sistema de arrecifes con un diámetro de 1-10 cm (0,4-3,9 plg). Entre 300 y 500 especies de briozoos viven en el arrecife..
Los cocodrilos marinos viven en los manglares y marismas de la costa. Alrededor de 125 especies de tiburones, rayas, rájidos o quimeras viven en la Gran Barrera de Coral, además de unas 5.000 especies de moluscos. Estos últimos incluyen la almeja gigante y varios nudibranquios y caracoles cono.
Un estudio de 443 tiburones individuales da la siguiente distribución de sus especies en la parte australiana del Mar del Coral: tiburón gris de arrecife (Carcharhinus amblyrhynchos, 69%), tiburón punta blanca de arrecife (Triaenodon obesus, 21%), tiburón punta plateada (Carcharhinus albimarginatus, 10%), tiburón tigre (Galeocerdo cuvier, <1%) y tiburón martillo (Sphyrna mokarran, <1%). La tasa de interacción (buceo libre) en los arrecifes del Mar del Coral osciló entre unos pocos y 26 tiburones por hora. La rara especie de tiburón Etmopterus dislineatus es endémica de la parte central del Mar del Coral. Se ha observado a profundidades de 590-700 m en o cerca del talud continental.